# 이태규 (정치인)
이태규(李泰珪, 1964년 3월 22일~)는 대한민국의 정치인으로, 제20·21대 국회의원이다.
본관은 한산이며, 1964년 경기도 양평군에서 태어났다. 천안중앙고등학교, 한국항공대학교 항공경영학 학사, 연세대학교 행정대학원 행정학 석사 과정을 나왔다.
1990년 꼬마민주당 중앙당직자 공채 1기로 정치 활동을 시작하였다. 그 후 김대중 전 대통령의 민주당에 입당했고, 조순형 의원의 비서관으로 활동했다. 2000년 6월 8일부터 2003년 4월 28일까지 국회사무처 입법보좌관을 역임하였다.
이후 한나라당에서 대표최고위원 정책특별보좌관, 여의도연구소 연구위원, 오세훈 서울시장 선거캠프, 이명박 경선대책위원회 기획단장 제17대 대통령 선거 중앙선거대책위원회 전략기획팀 팀장 등을 역임하면서 친이계에 속하였다. 이명박의 대통령 당선 후에는 제17대 대통령직인수위원회 기획조정 전문위원, 대통령실 연설기록비서관 등을 몇 달 간 역임하였다. 두 후보 모두 막판역전승, 압승을 거둔 만큼 승리를 견인한 선거전략가로서 유명해졌고, 당시 이명박 대통령에게 선거 수훈 일등감으로 꼽혔다고 한다.
그러나 이명박 대통령 취임 후 단 몇 달 간만 청와대에서 일했으며, 2011년부터 이명박 정부와 거리를 두고 안철수의 측근으로 활동하였다. 새정치연합이 민주당과 통합하여 새정치민주연합이 창당되자 새정치민주연합에서 사무부총장, 당무혁신실 실장 등을 역임하였다.
안철수가 다시 새정치민주연합을 탈당하자 그를 따라 국민의당을 창당하여 전략홍보본부장에 임명되었다. 2016년 제20대 국회의원 선거에서 국민의당 비례대표 국회의원(8번)으로 당선되었다. 선거 막판 국민의당의 40석을 예견했다. 제21대 총선에서 국민의당 비례대표 2번으로 재선됐다.

## 학력
- 양동국민학교 졸업
- 양동중학교 졸업
- 천안중앙고등학교 졸업
- 한국항공대학교 항공경영학 학사(1990년)
- 연세대학교 행정대학원 행정학 석사(2003년)

## 경력
- 1990 민주당 중앙당 공채 1기 당직자
- 1992~1996 조순형 국회의원 비서관
- 2000~2003 국회사무처 입법보좌관
- 2003~2004 한나라당 대표최고위원 정책특보
- 2004~2005 한나라당 여의도연구소 연구위원
- 2006 제4회 전국동시지방선거 한나라당 오세훈 서울특별시장 후보 선거캠프
- 2007 제17대 대통령 선거 한나라당 이명박 대통령 후보 경선대책위원회 기획단장
- 2007 제17대 대통령 선거 한나라당 이명박 대통령 후보 대통령선거준비팀 전략기획 총괄간사
- 2007 제17대 대통령 선거 한나라당 이명박 대통령 후보 중앙선거대책위원회 전략기획팀 팀장
- 2007. 12.~2008. 2. 제17대 대통령직인수위원회 기획조정분과 전문위원
- 2008. 2.~2008. 3. 대통령실 연설기록비서관
- 2008. 6.~2010. 12. KT 경제경영연구소 전무
- 2011. 1.~2012. 5. 새정치디자인연구소 소장
- 2012. 1.~2012. 3. 제19대 국회의원 선거 경기 고양시 일산서구 한나라당→새누리당 국회의원 예비후보
- 2012. 10. 제18대 대통령 선거 무소속 안철수 대통령 경선후보 진심캠프 미래기획실장
- 2013. 12.~2014. 3. 새정치 추진위원회 새정치기획팀 팀장
- 2014. 4. 새정치민주연합 사무부총장
- 2014. 8.~2015. 2. 새정치민주연합 당무혁신실 실장
- 정책네트워크 내일 부소장
- 2016. 2.~2016. 5. 국민의당 전략홍보본부장
- 2016년 4월 13일: 대한민국 제20대 국회의원 선거 당선(비례대표, 국민의당, 초선)
- 2017. 5.~2017. 8. 국민의당 사무총장
- 2017. 10.~2018. 2. 국민의당 국민정책연구원 원장
- 2018. 2.~2018. 9. 바른미래당 사무총장
- 2018. 2.~2020. 2. 바른미래당 경상남도당 공동위원장
- 2020. 2. 안철수신당(가칭) 창당추진기획단 공동기획단장
- 2020. 2. 국민의당 창당준비위원회 제2특별위원회 일하는정치특별위원장
- 2020. 2. 국민의당 창당준비위원회 집행위원장
- 2020. 2.~2021. 8. 국민의당 사무총장
- 2020. 3.~2021. 8. 국민의당 최고위원
- 2020. 3.~2020. 4. 국민의당 제21대 국회의원 선거 선거대책위원회 언행일치 선거대책위원회 중앙선거대책부위원장
- 2020. 3.~2020. 4. 국민의당 제21대 국회의원 선거 선거대책위원회 언행일치 선거대책위원회 선거대책본부장 겸 종합상황실장
- 2020년 4월 15일: 대한민국 제21대 국회의원 선거 당선(비례대표, 국민의당, 재선)
- 2021. 3. 2021년 재보궐선거 서울특별시장 보궐선거 야권 후보 단일화 실무협상단 위원
- 2021. 12.~2022. 3. 제20대 대통령 선거 국민의당 안철수 대통령 후보 국민의 도전 선거대책위원회 총괄선거대책본부장
- 2022. 3.~2022. 4. 제20대 대통령직인수위원회 기획조정분과 인수위원
- 2023. 4.~2023. 10. 국민의힘 정책위원회 부의장 겸 정책조정위원회 제6정조위원장(교육·과방·문체 분야)
- 2023. 10. 국민의힘 지역 필수 의료 혁신 태스크포스 위원
- 2023. 10.~2024. 4. 국민의힘 정책위원회 수석부의장 겸 정책조정위원회 제6정조위원장(교육·과방·문체 분야)
- 2023. 10. 국민의힘 학교교육 및 대학입시 정상화 특별위원회 부위원장
- 2023. 12.~2024. 3. 제22대 국회의원 선거 경기 여주시·양평군 국민의힘 국회의원 예비후보
- 2024. 1.~2024. 4. 제22대 국회의원 선거 국민의힘 공약개발본부 공약기획공동단장

### 의정 활동
- 2016년 5월 30일~2020년 3월 17일: 제20대 국회의원(비례대표, 국민의당→바른미래당→무소속→국민의당→민생당, 초선)
  - 2016. 6. 제20대 국회 전반기 외교통일위원회 간사
  - 2016. 6.~2018. 5. 제20대 국회 전반기 정보위원회 간사
  - 2016. 7.~2017. 7. 제20대 국회 정치발전특별위원회 위원
  - 2017. 1.~2017. 12. 제20대 국회 헌법개정특별위원회 위원
  - 2018. 1.~2018. 6. 제20대 국회 헌법개정 및 정치개혁특별위원회 위원
  - 2018. 7.~2020. 5. 제20대 국회 후반기 정무위원회 위원
  - 2018. 9.~2020. 5. 제20대 국회 후반기 공직자윤리위원회 위원
  - 2018. 10.~2019. 6. 제20대 국회 후반기 윤리특별위원회 간사
  - 2018. 12.~2020. 5. 제20대 국회 공공부문 채용비리 의혹과 관련된 국정조사특별위원회 위원
  - 2019. 5.~2019. 8. 제20대 국회 사법개혁특별위원회 위원
  - 2019. 9.~2020. 5. 제20대 국회 후반기 예산결산특별위원회 위원
- 2020년 5월 30일~2024년 5월 29일: 제21대 국회의원(비례대표, 국민의당→국민의힘, 재선)
  - 2020. 6.~2022. 5. 제21대 국회 전반기 외교통일위원회 위원
  - 2020. 7.~2024. 5. 국회 글로벌외교안보포럼 구성의원
  - 2020. 7.~2024. 5. 국민통합포럼 연구책임의원
  - 2020. 7.~2024. 5. 국회인권포럼 구성의원
  - 2020. 9.~2022. 6. 제21대 국회 전반기 윤리특별위원회 위원
  - 2020. 9.~2022. 5. 제21대 국회 전반기 외교통일위원회 예산·결산·기금심사 소위원회 위원
  - 2020. 9.~2022. 5. 제21대 국회 전반기 외교통일위원회 청원심사 소위원회 위원장
  - 2021. 7.~2022. 5. 제21대 국회 전반기 예산결산특별위원회 위원
  - 2022. 7.~2024. 5. 제21대 국회 후반기 교육위원회 간사
    - 제21대 국회 후반기 교육위원회 예산결산기금심사소위원회 위원장
    - 제21대 국회 후반기 교육위원회 취업 후 학자금 상환 특별법 일부개정법률안에 대한 안건조정위원회 위원
    - 제21대 국회 후반기 교육위원회 정순신 자녀 학교폭력 진상조사 및 학교폭력 대책 수립을 위한 청문회 실시계획서 등 3건에 대한 안건조정위원회 위원

  - 2023. 2.~2024. 5. 제21대 국회 기후위기 특별위원회 위원

## 역대 선거 결과
|  | 26.74% |

|  | 6.79% |

## 소속 정당
| 소속 정당 | 소속 정당      | 소속 기간 | 비고           |
| --------- | -------------- | --------- | -------------- |
|           | 민주당         | 1990~1991 | 정계 입문      |
|           | 민주당         | 1991~1995 | 합당           |
|           | 통합민주당     | 1995~1996 | 합당           |
|           | 민주당         | 1996~1997 | 당명 변경      |
|           | 한나라당       | 1997~2012 | 합당           |
|           | 새누리당       | 2012      | 당명 변경      |
|           | 무소속         | 2012~2014 | 탈당           |
|           | 새정치연합     | 2014      | 창당준비위원회 |
|           | 새정치민주연합 | 2014~2015 | 창당           |
|           | 무소속         | 2015~2016 | 탈당           |
|           | 국민의당       | 2016~2020 | 창당           |
|           | 바른미래당     | 2018~2020 | 합당           |
|           | 민생당         | 2020      | 합당           |
|           | 무소속         | 2020      | 탈당           |
|           | 국민의당       | 2020~2022 | 입당           |
|           | 국민의힘       | 2022~현재 | 합당           |

## 같이 보기
- 대한민국 제20대 국회의원 선거 국민의당 후보 목록#비례대표
- 대한민국 제21대 국회의원 선거 국민의당 후보 목록#비례대표